# Aora adpressa
Aora adpressa är en kräftdjursart. Aora adpressa ingår i släktet Aora och familjen Aoridae. Inga underarter finns listade i Catalogue of Life.